# Handianus limbifer
Handianus limbifer är en insektsart som beskrevs av Matsumura 1902. Handianus limbifer ingår i släktet Handianus och familjen dvärgstritar. Inga underarter finns listade i Catalogue of Life.